# پاول گولدین
پاول گولدین  (انگلیسی: Paul Guldin؛ ۱۲ ژوئن ۱۵۷۷ – ۳ نوامبر ۱۶۴۳) یک ریاضی‌دان، و ستاره‌شناس اهل اتریش بود.